# جنگل‌های معتدله ساحل نلسون
جنگل‌های معتدله ساحل نلسون (به لاتین: Nelson Coast temperate forests) یک منطقهٔ مسکونی و جنگل در نیوزیلند است که در Tasman District واقع شده‌است.